# Homoki pacsirta
A homoki pacsirta (Ammomanes cinctura) a madarak osztályának verébalakúak (Passeriformes) rendjébe és a pacsirtafélék (Alaudidae) családjába tartozó faj.

## Rendszerezése
A fajt John Gould angol ornitológus írta le 1839-ben, a Melanocorypha nembe Melanocorypha cinctura néven.

## Alfajai
- Ammomanes cinctura cinctura (Gould, 1839) – Zöld-foki Köztársaság;
- Ammomanes cinctura arenicolor (Sundevall, 1850) – Nyugat-Szaharától az Arab-félszigeten keresztül Irakig.
- Ammomanes cinctura zarudnyi (Hartert, 1902) – kelet-Irán, dél-Afganisztán, dél-Pakisztán.

## Előfordulása
Afganisztán, Algéria, Bahrein, Csád, Egyiptom, Irak, Irán, Izrael, Jordánia, Katar, Líbia, Mali, Marokkó, Mauritánia, Niger, Nyugat-Szahara, Omán, Pakisztán, Szaúd-Arábia, Szíria, Szudán, Tunézia és a Zöld-foki Köztársaság területén honos.
Természetes élőhelyei a szubtrópusi és trópusi száraz szavannák és sivatagok. Állandó, nem vonuló faj.

## Megjelenése
Testhossza 14 centiméter, testtömege 14-23 gramm.

## Életmódja
Magokkal és rovarokkal táplálkozik. 

## Szaporodása
Az esős évszakban költ.
|  |

## Természetvédelmi helyzete
Az elterjedési területe rendkívül nagy, egyedszáma viszont csökken, de még nem éri el a kritikus szintet. A Természetvédelmi Világszövetség Vörös listáján nem fenyegetett fajként szerepel.

## Fordítás
- Ez a szócikk részben vagy egészben  a   Bar-tailed lark című angol Wikipédia-szócikk fordításán alapul.  Az eredeti cikk szerkesztőit annak laptörténete sorolja fel. Ez a jelzés csupán a megfogalmazás eredetét és a szerzői jogokat jelzi, nem szolgál a cikkben szereplő információk forrásmegjelöléseként.